# Jean-Paul Lebesson
Pour les articles homonymes, voir Lebesson.

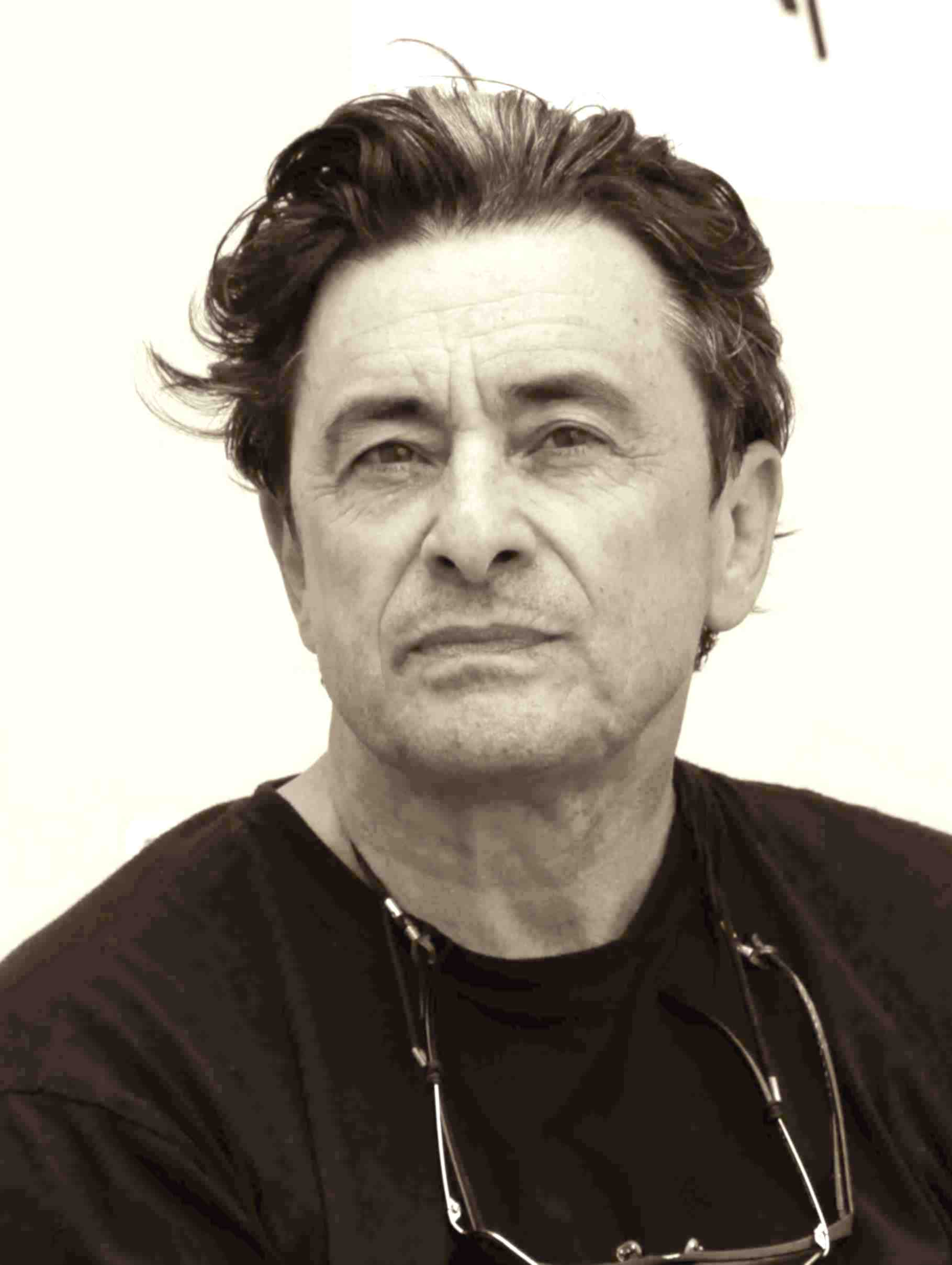
JP. Lebesson à la Villa Noailles en 2011

Jean-Paul Lebesson est un cinéaste et artiste plurimédia français.

## Biographie
Né sur la rive d’un lac au pied de l’Alpe, il en garde un grand attrait pour les paysages, les randonnées subaquatiques et les échappées en altitude. Enfance paisible et curieuse tournée vers la nature, pigmentée par de premières expériences photographiques à 12 ans, une caméra 8mm à 14 ans et le lycée agricole.
A 17 ans, il fait une rencontre décisive avec le jazz et le théâtre. Il entre aussi en boxe, gagne quelques matchs, puis renonce à se faire casser le nez. Il bifurque vers les beaux-arts: Annecy, puis Saint-Etienne. Peinture et photographie. Découvre Dada et le Surréalisme. Marqué aussi par le cinéma de Renoir, Franju, Bresson, Pollet, Deligny et Godard, il réalise quelques films expérimentaux en 16mm (
L'incident a eu lieu dans le bar, La cage de la Balue des heures, Delle
) et en vidéo (Falaise, Window ghosts). 
Il co-créé à Lyon l’un des premiers ateliers de cinéma en psychiatrique. Rencontre avec le poète Stanislas Rodanski (
Horizon Perdu) et co-fonde aussi le Groupe Cargo: cinéma, vidéo, performances… 
Voyages nombreux en Europe, Asie, Afrique surtout. En théâtre aussi: Françon (
Préparatifs pour jeux de guerre, Conversations 1 à 9
), Novarina (
La diagonale du peintre, Entrée perpétuelle
), Marnas, Delore, Bond…
Jean-Paul Lebesson a réalisé à ce jour une trentaine de films et de documentaires, ainsi que des «dispositifs» mêlant lieux, sons et images (
HP2E, Images humaines, Hors la ligne blanche
) avec un intérêt récurrent pour les questions de langage, de lisières et de limites, pour l’art et la vie sous toutes ses formes.
Jean-Paul Lebesson a aussi enseigné à l’Université Lyon II, à l’Institut Lumière et à l’école d’art d’annecy.
Vit et travaille à Lyon et en Bourgogne

## Documentaires
- S.R., enquête sur un tueur d'images (Stanislas Rodanski) (1993) 53 min
- Le Passant, Walter Benjamin (1994)(co-auteur Vincent Bady) 53 min[1]
- Préparatif pour jeux de guerre (1995) 52 min[2]
- Le Plomb, l'encre, la liberté (1995) 52 min[3]
- À la recherche de F. comme Mouna (1997) 38 min[4]
- Place du pont (1997), 26 min
- Urbs et Civitas (1998) 52 min[5]
- Le voyage à Bagassi (2001), 53 min[6]
- Théâtre et Lycée, rencontre(s) (2002) 50 min[7]
- La Rumeur du Riale (2003) 52 min[8]
- Design d'Afrique (2005), 50 min
- Le moindre geste, la danse toute (2014), 50 min
- La République des traducteurs (2022), 30 min.

## Fictions, essais cinématographiques
- L'incident a eu lieu dans le bar (co-réalisation Jean Stern), 16mm couleur, 1976
- La cage de la Balue des heures, long métrage 16mm N&Bl, 1977
- Horizon perdu (1980), 16mm N&bl, 40 min, essai cinématographique avec Stanislas Rodanski (co-auteur Bernard Cadoux)[9]
- Vers Marine, long métrage avec Danielle Shirman, Alain Françon, André Marcon, 78 min, 1983
- Delle 16mm N&Bl, 1984
- Pour Louis de Funès, d'après Valère Novarina, avec André Marcon, vidéo couleur, 1988. Cargo production, INA, La Sept-Arte
- Les Décarquilleurs, long métrage  35mm couleur, 1990[10]
- Les photos de mes cinq albums à mes frais quoique nimbées de couleurs vives , 35mm couleur, 10 min - 1996
- Falaises, 1994-2002, 35mm couleur, 6 min.

## Installations vidéo et dispositifs trans-média
- "La musique des sphères" Frac Midi Pyrénées, Le Consortium Dijon, Arts Santa Mònica, Barcelona
- "HP 2E" , 16mm couleur, École d'art de Saint Étienne, Chapelle Saint Jean de Dieu Lyon - 2012
- "Images Humaines" Installation vidéo, Théâtre National de la Colline, Paris 2006.
- "Hors la ligne blanche", Musée des Moulages, Lyon, Festival Les Inattendus 2008, Espace Corbignot Lissieu 2006
- "Seuils, frontières et passages" exposition, Le Bazar-SJD, Lyon. 2022